# Pol-Skone
Pol-Skone – polskie przedsiębiorstwo z branży stolarki otworowej z siedzibą w Lublinie. Producent drzwi wewnętrznych, zewnętrznych, technicznych, antywłamaniowych i okien drewnianych.
Założone w 1990 r., zatrudnia prawie 800 pracowników. Posiada 2500 punktów sprzedaży na terenie całej Polski, a także eksportuje swoje wyroby do wielu państw Europy. Posiada cztery zakłady produkcyjne: dwa w Lublinie, jeden w Niemcach oraz jeden w Biłgoraju.

## Certyfikaty i nagrody
W 2000 r. Pol-Skone uzyskało w placówce certyfikującej Rheinisch-Westfälischer TÜV e.V. certyfikat na System Zapewnienia Jakości zgodny z normą ISO 9001, zaś w 2003 r. przeszło pozytywnie audyt na zgodność z normą PN EN ISO 9001:2001. Posiada międzynarodowy certyfikat FSC (Forest Stewardship Council) o numerze BV-COC-063372 świadczący o odpowiedzialnym zarządzaniu gospodarką leśną. Ponadto zostało dwukrotnie uhonorowane Polskim Godłem Promocyjnym Teraz Polska za serię drzwi wewnątrzlokalowych w 2001 r. oraz za drzwi techniczne przeciwpożarowe systemu Pol-Skone FR w 2002 r. Przedsiębiorstwo jest także posiadaczem Złotego Certyfikatu „Przedsiębiorstwo Fair Play”.